# The Florence Academy of Art

Florence Academy of Art är en traditionell konstskola i Florens i Italien, som grundades av Daniel Graves 1991. FAA grundades för att erbjuda utbildning till ambitiösa professionella konstnärer, målare och skulptörer, som vill arbeta traditionellt och är inspirerade av de gamla mästarna. Läroplanen för Teckning och Målningsprogrammet är huvudsakligen modellerad efter den klassisk-realistiska traditionen från 1800-talets franska akademi, École des Beaux-Arts, som leddes av Jean-Léon Gérôme (1824-1904). Andra influenser på läroplanen innefattar figuration och humanism i den italienska renässansen, liksom principer och träning från Graves personliga studier under konstnärerna Richard Serrin (f.1928), Pietro Annigoni (1910-1988) och Nerina Simi (1891-1988). Eleverna vid FAA tecknar, målar och skulpterar efter levande modell i ateljéer med naturligt nordligt ljus fem dagar i veckan under sin treåriga utbildning.
Sedan starten 1991 har mer än 500 elever studerat vid FAA, och cirka 350 konstnärer, målare och skulptörer från närmare 40 länder har examinerats. 2013 blev akademin ackrediterad av National Association of Schools of Art and Design (USA). Moderskolan med huvudkontor ligger i Florens, Italien, med ytterligare campus i Mölndal, Sverige och Jersey City, USA (rektor: Jordan Sokol).
Den svenska filialen invigdes 2007, och har sedan starten utbildat strax under hundra elever.